# Cryptospiza salvadorii
La estrilda de Salvadori (Cryptospiza salvadorii) es una especie de ave paseriforme de la familia Estrildidae que habita en África oriental. Se ha estimado que la extensión de su hábitat es de 190.000 km².
Se puede encontrar en Burundi, la República Democrática del Congo, Etiopía, Kenia, Ruanda, Sudán, Tanzania y Uganda.